# Nobody's Perfect (album de Deep Purple)
Pour les articles homonymes, voir Nobody's Perfect.
Albums de Deep Purple
The House of Blue Light
(1987) Scandinavian Nights
(1988)
Nobody's Perfect est un album du groupe de hard rock britannique Deep Purple sorti en juin 1988. Il a été enregistré durant la tournée mondiale donnée par le groupe l'année précédente pour promouvoir The House of Blue Light.
Il inclut en bonus une nouvelle version de Hush, le premier tube de Deep Purple (1968), enregistrée pour célébrer les vingt ans du groupe.

## Liste des titres
Toutes les chansons sont de Ritchie Blackmore, Ian Gillan, Roger Glover, Jon Lord et Ian Paice, sauf mention contraire.
La liste de titres ci-dessus correspond à la réédition en 2 CD éditée par Polydor en 1999. L'édition 33 tours originale n'incluait pas Dead or Alive, tandis que l'édition CD originale, qui ne comprenait qu'un seul disque, n'incluait pas Dead or Alive, Bad Attitude et Space Truckin'.

### Disque 1
1. Highway Star – 6:10 Enregistré le 23 mai 1987 à Irvine.
2. Strange Kind of Woman – 7:34 Enregistré le 23 mai 1987 à Irvine.
3. Dead or Alive (Blackmore, Gillan, Glover) – 7:05 Enregistré le 4 septembre 1987 à Milan.
4. Perfect Strangers (Blackmore, Gillan, Glover) – 6:24 Enregistré le  26 Aout  1987 à Vienne
5. Hard Lovin' Woman (Blackmore, Gillan, Glover) – 5:03 Enregistré le 22 août 1987 à Oslo.
6. Bad Attitude (Blackmore, Gillan, Glover, Lord) – 5:30 Enregistré le 30 mai 1987 à Phoenix.
7. Knocking at Your Back Door (Blackmore, Gillan, Glover) – 11:24 Enregistré le 30 mai 1987 à Phoenix. La pièce comprend une introduction de Jon Lord aux claviers qui improvise sur des pièces classiques (dont La lettre à Élise de Beethoven), blues et rag-time.

### Disque 2
1. Child in Time – 10:36  Enregistré le 30 mai 1987 à Phoenix et le 22 août 1987 à Oslo.
2. Lazy – 5:10  Enregistré le 30 mai 1987 à Phoenix.
3. Space Truckin' – 6:02 Enregistré le 22 août 1987 à Oslo.
4. Black Night – 6:06 Enregistré le 22 août 1987 à Oslo et le 6 septembre 1987 à Vérone.
5. Woman from Tokyo – 3:59 Enregistré le 23 mai 1987 à Irvine.
6. Smoke on the Water – 7:43 Enregistré le 22 août 1987 à Oslo.
7. Hush – 3:32 Enregistré le 26 février 1988 aux Hookend Recording Studios (en) (Checkendon).

## Musiciens
- Ritchie Blackmore : guitare
- Ian Gillan : chant, congas, harmonica
- Jon Lord : orgue, claviers
- Roger Glover : basse
- Ian Paice : batterie

## Classement
- Royaume-Uni[1] : 38e
- États-Unis[2] : 105e